# Лоє (Ґолдапський повіт, село)
Лоє (пол. Łoje, нім. Loien) — село в Польщі, у гміні Дубенінки Ґолдапського повіту Вармінсько-Мазурського воєводства.
Населення — 124 особи (2011).
У 1975-1998 роках село належало до Сувальського воєводства.

## Демографія
Демографічна структура станом на 31 березня 2011 року:
|          | Загалом | Допрацездатний вік | Працездатний вік | Постпрацездатний вік |
| -------- | ------- | ------------------ | ---------------- | -------------------- |
| Чоловіки | 58      | 13                 | 40               | 5                    |
| Жінки    | 66      | 14                 | 38               | 14                   |
| Разом    | 124     | 27                 | 78               | 19                   |